# リナ板垣
リナ 板垣（Lina Itagaki）は、リトアニアのイラストレーター、コミックアーティスト。出版社・Misteris Pinkmanas共同代表。

## 略歴
2003年、国際基督教大学を卒業。学士（国際経済）の学位を取得。
2014年、ヴィリニュス芸術アカデミーを卒業し、グラフィックアートの学士を取得した。

## 人物
リトアニア出身ではあるものの、日本での生活が長かったこともあり、流暢に日本語を話すことができる。

## デビュー作
2017年にAukso žuvysより刊行されたグラフィックノベル『Sibiro haiku』（邦訳『シベリアの俳句』訳：木村文、花伝社刊、2022年）により書籍デビューをした。
本作は、作家のユルガ・ヴィレが文章を書いたものであり、板垣はイラストを担当し、原作のテキストは全て板垣が手書きした。本作はリトアニアでそれぞれの一年間で最も優れた児童書に授与される賞「今年の本児童書の部」を受賞し、10か国語以上に翻訳された各国語版も様々な賞を受賞している。板垣はデビュー作でリトアニアを代表するコミックアーティストとしての地位を確立した。

## 作品
板垣は『Sibiro haiku』の刊行以後も精力的に作品を発表しており、既発表作品にリトアニア国立大公宮殿博物館の宮殿の歴史を描いた絵本『Vilniaus rūmai ir jų šeimininkai』（文・Nelė Kostinienė, Živilė Mikailienė、Tikra knyga刊、2019年）、リトアニアの彫刻家・ヴィンツァス・アウクサスの半生を描いたグラフィックノベル『Grybo auksas』（Rasa Grybaitė文、Artseria刊、2021年）、絵本『Nukas』（文・Audra Baranauskaitė 、Tikra knyga刊、2021年）等がある。
2021年に作家のマリウス・マルツィンケヴィチウスとともに出版社「Misteris Pinkmanas」を立ち上げ、2022年に同社最初の書籍SUPERBOBUTĖSを刊行し、板垣はこの出版のプロジェクトリーダー務めた。